# Пруа
Пруа́ (фр. Proix) — коммуна во Франции, находится в регионе Пикардия. Департамент коммуны — Эна. Входит в состав кантона Гиз. Округ коммуны — Вервен.
Код INSEE коммуны — 02625.

## Население
Население коммуны на 2010 год составляло 147 человек.
| 1962 | 1968 | 1975 | 1982 | 1990 | 1999 | 2010 |
| ---- | ---- | ---- | ---- | ---- | ---- | ---- |
| 194  | 176  | 154  | 152  | 140  | 135  | 147  |

## Экономика
В 2010 году среди 88 человек трудоспособного возраста (15—64 лет) 59 были экономически активными, 29 — неактивными (показатель активности — 67,0 %, в 1999 году было 61,4 %). Из 59 активных жителей работали 50 человек (34 мужчины и 16 женщин), безработных было 9 (2 мужчин и 7 женщин). Среди 29 неактивных 3 человека были учениками или студентами, 12 — пенсионерами, 14 были неактивными по другим причинам.